# 柑園大橋
柑園大橋為一座跨越大漢溪，連接台灣新北市樹林區山佳以及柑園的橋樑，於1960年時完工通車。橋樑兩端所連接的道路皆為佳園路，在山佳端另有高架出入口連至環河路，能夠更快速的到達樹林市區。
柑園大橋2004年艾利颱風侵襲下受損，南段（右岸側）橋墩外露被列為危橋，2009年6月改建成今貌。主橋北段是傳統的簡支5跨5墩PCI梁橋，而主橋南段䁻是改建的4跨4墩鋼構架鋼橋，每跨4支連續箱型梁，鋼柱的下半部外包以厚達1.3公尺的混凝土。
然而因為南端的佳園路拓寬已久，目前橋樑無法容納過多的車流道造成服務品質下降，因此除了橋樑南端在拓寬之外，另在大漢溪下游處興建柑園二橋，以期能夠舒解車流。

## 沿革
- 1960年：柑園大橋通車。
- 1980年：柑園大橋重建竣工。
- 2009年6月5日：柑園大橋(南端)拓寬工程動工。
- 2012年11月16日：拓寬工程完工。